# Святое семейство с Иоанном Крестителем
«Святое семейство с Иоанном Крестителем» — картина итальянского художника эпохи Возрождения Андреа дель Сарто из собрания Государственного Эрмитажа. Картина написана масляными красками на деревянном щите и имеет размеры 129 × 100 см.
Ранняя история картины неизвеста. В Эрмитаж картина поступила в 1919 году из собрания графини Л. А. Мусиной-Пушкиной, где считалась копией с оригинала дель Сарто. В конце 1920-х годов картина предполагалась к продаже за границу и была передана в контору «Антиквариат», по предпродажным документам проходила как работа мастерской дель Сарто. Однако продажа не состоялась и 4 марта 1933 года картина была возвращена в Эрмитаж.
В 1966 году Эрмитаж посетил исследователь творчества Андреа дель Сарто Дж. Ширмен. Осмотрев картину он признал её оригинальной работой самого дель Сарто, ранее считавшейся утраченной. По его мнению именно эта работа была описана у Вазари в «Жизнеописаниях» как созданная по заказу Андреа Сертини: «…а для Андреа Сертини ещё одну картину с Мадонной, Христом, св. Иоанном и св. Иосифом, исполненными с таким мастерством, что её во Флоренции считали всегда живописью, достойной величайших похвал». Гаэтано Миланези в комментариях к этому фрагменту текста отмечает, что согласно Делла Валле эта картина была приобретена в Риме синьором Алессандро Курти-Лепри. Фомичёва же развила мысль Миланези и сочла что именно это «Св. Семейство» было в 1790-е годы выкуплено у Андреа Курти-Лепри канцлером А. А. Безбородко и впоследствии унаследовано графиней Л. А. Мусиной-Пушкиной (урождённой Кушелевой-Безбородко) . Однако Т. К. Кустодиева не согласилась с Ширменом по поводу соотнесения эрмитажной картины с описанием у Вазари. Она отмечает, что в собрании императрицы Жозефины Богарне находилась точно такая же работа дель Сарто, правда меньшего размера (68 × 41 см), местонахождение которой в настоящее время не установлено. В свою очередь, А. И. Венедиктов в комментариях к русскому изданию «Жизнеописаний» пишет, что «Мадонны», указанные в этом фрагменте текста, не сопоставляются с известными работами дель Сарто.

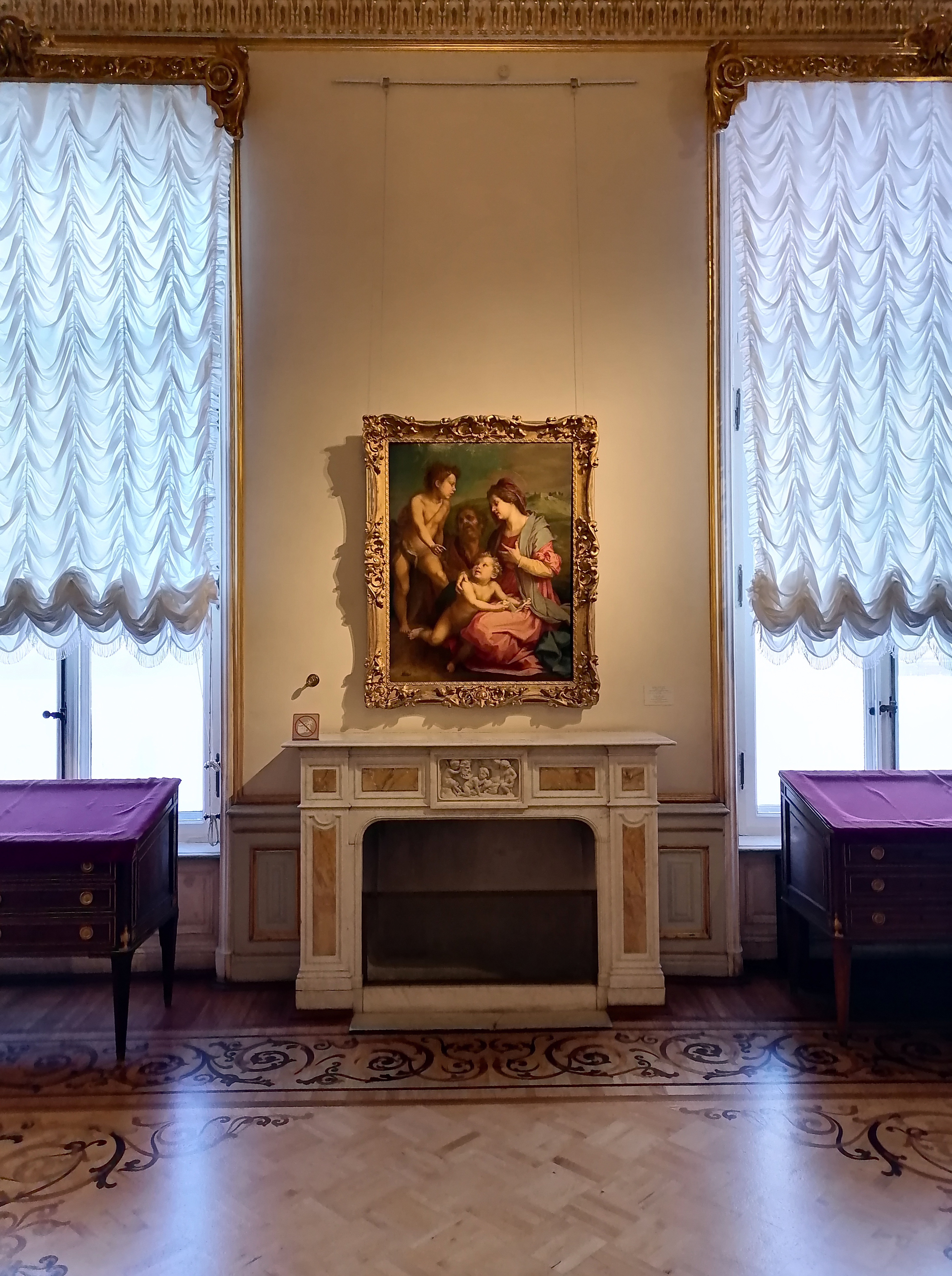
Картина в здании Старого Эрмитажа

Т. Д. Фомичёва датировала «Св. Семейство» около 1529 года. Основным аргументом в пользу этой даты является стилистическая близость к двум другим работам дель Сарто — «Св. семейству Боргерини» (около 1528 года) из Метрополитен-музея и «Милосердию» (до 1530 года) из Национальной галереи искусства в Вашингтоне, а рисунок ног и рук, держащих свиток, из собрания Кабинета рисунков галереи Уффици (инв. № 631e) является подготовительным для эрмитажной картины. Кустодиева считает, что эрмитажное «Св. семейство» является вариантом «Св. семейства Медичи» (около 1529 года) из Галереи Палатина в Палаццо Питти во Флоренции: типаж и поза Мадонны полностью повторены на обеих картинах, а вместо св. Елизаветы с флорентийского полотна изображён св. Иосиф. Однако при визуальном сравнении работ заметно, что совпадают только типажи Мадонны и Младенца, но у них разные позы и жесты (хоть и достаточно близкие), а св. Иосиф расположен значительно ниже св. Елизаветы, которая на работе из собрания Медичи существенно возвышается над всеми остальными персонажами картины.
Картина выставляется в здании Большого (Старого) Эрмитажа в зале 215.